# نباتات قطر

## مقدمة
تعتبر قطر بلد جاف وصحراوي لا يتمتع إلا بالقليل من المطر، ومع ذلك فهناك يا يقارب 400 فصيلة من الأشجار البرية والنباتات المزهرة التي تنمو في المناطق الرملية وفي المستنقعات الساحلية وعلة التلال الصخرية والسهول الحجرية المنبسطة.
يعتبر النبات مصدر هام للغذاء والاوكسجين وبعض النباتات تمتاز بخصائص علاجية. تتنوع النباتات تبعا للبيئة التي تعيش فيها مثلا في البيئة الصحراوية حيث تشح المياه تحصل النباتات على الغذاء اما عن طريق امتداد جذورها لمسافات طويلة بحثا عن المياه في طبقات الأرض وبعض النباتات لها جذور سطحية تحصل على الترطيب من الندى المتكون نتيجة اختلاف درجة الحرارة بين الليل والنهار وتكثف الرطوبة الموجودة بالهواء.
من النباتات التي تعيش أو تكيفت في قطر:
- نخيل البلح، نخلة التمر
الاسم العلمي: Phoenix dactylifera L

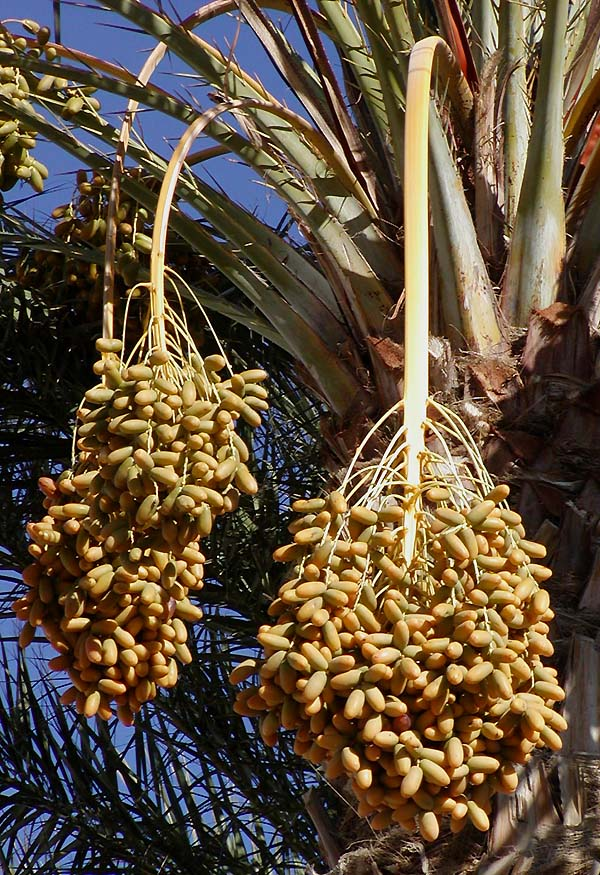
نخيل البلح

الفصيلة: (ألريكية) النخيلية Arecaceae
توجد في قطر بضع نخلات برية عربية تمنو على الساحل الغربي، لكن هناك الآلاف من النخيل المزروع الذي ينمو في المزارع في جميع أنحاء قطر.
- السِدر البلدي (الكنار-النبق)، سدر
الاسم العلمي: Ziziphus spina – christi (L.) Willd
الفصيلة: السدرية (النبقية) Rhamnacea

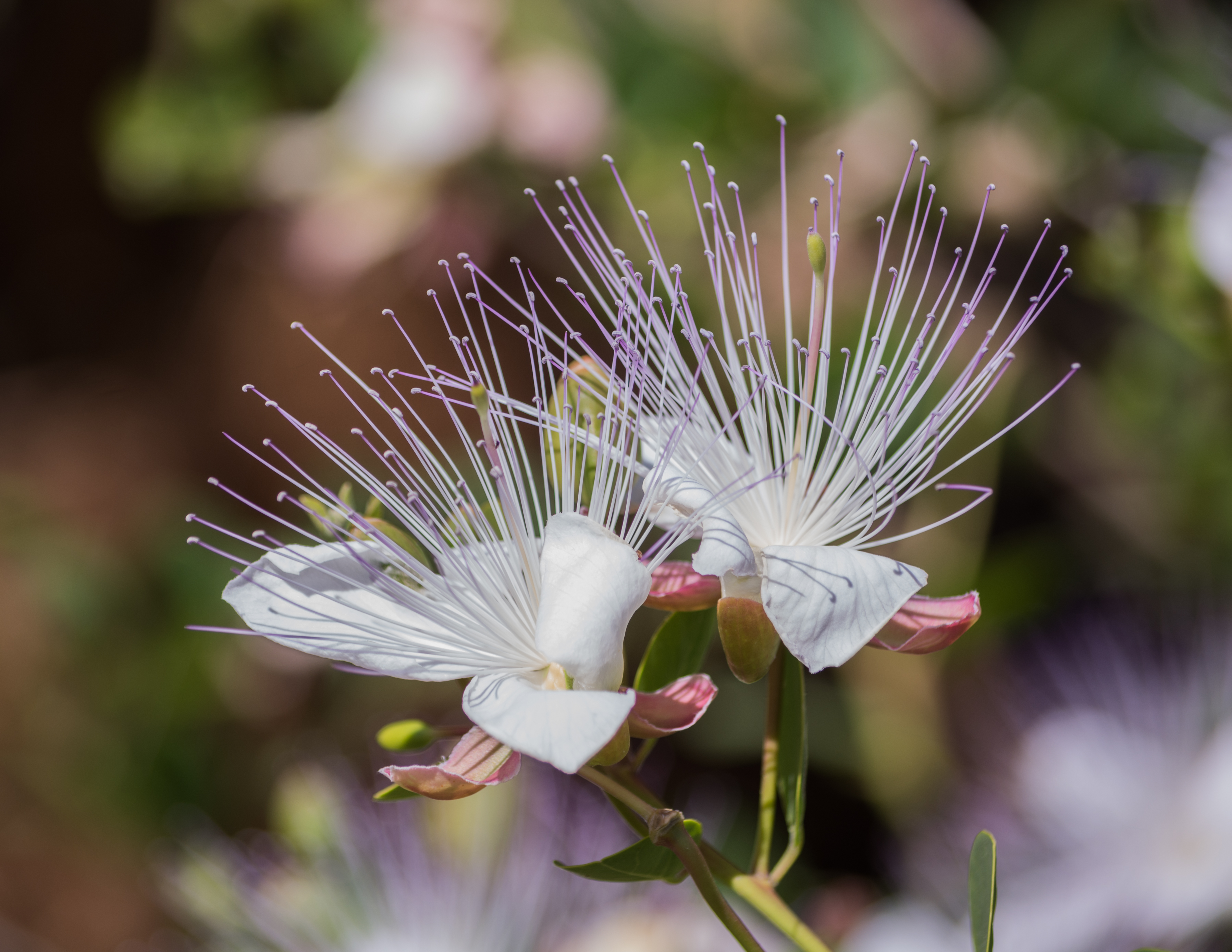
زهرة الشَفَلَّح

- القَبَّار أو الكَبَر أو الشَفَلَّح
الاسم العلمي: Prosopis
الفصيلة: القبارية Cadaba
- شجرة الغاف ، غاف
الاسم العلمي: Capparis spinosa
الفصيلة: البقولية - الفوليات Fabaceae
أشجار الغاف هي أشجار صحراوية بحتة تعيش فقط في المناطق الجافة نادرة الأمطار، لذا يمكن لها أن تعيش لمدة تصل لمائة عام في أشد الظروف الحارة والعاصفة. هي أشجار متوسطة الحجم وذات أشواك مخروطية حادة وأوراق صغيرة ذات لون أزرق مخضر وأزهار صفراء فاتحة.
- اشجار القرم ، قرم (نبات)
الاسم العلمي: Avicennia marina

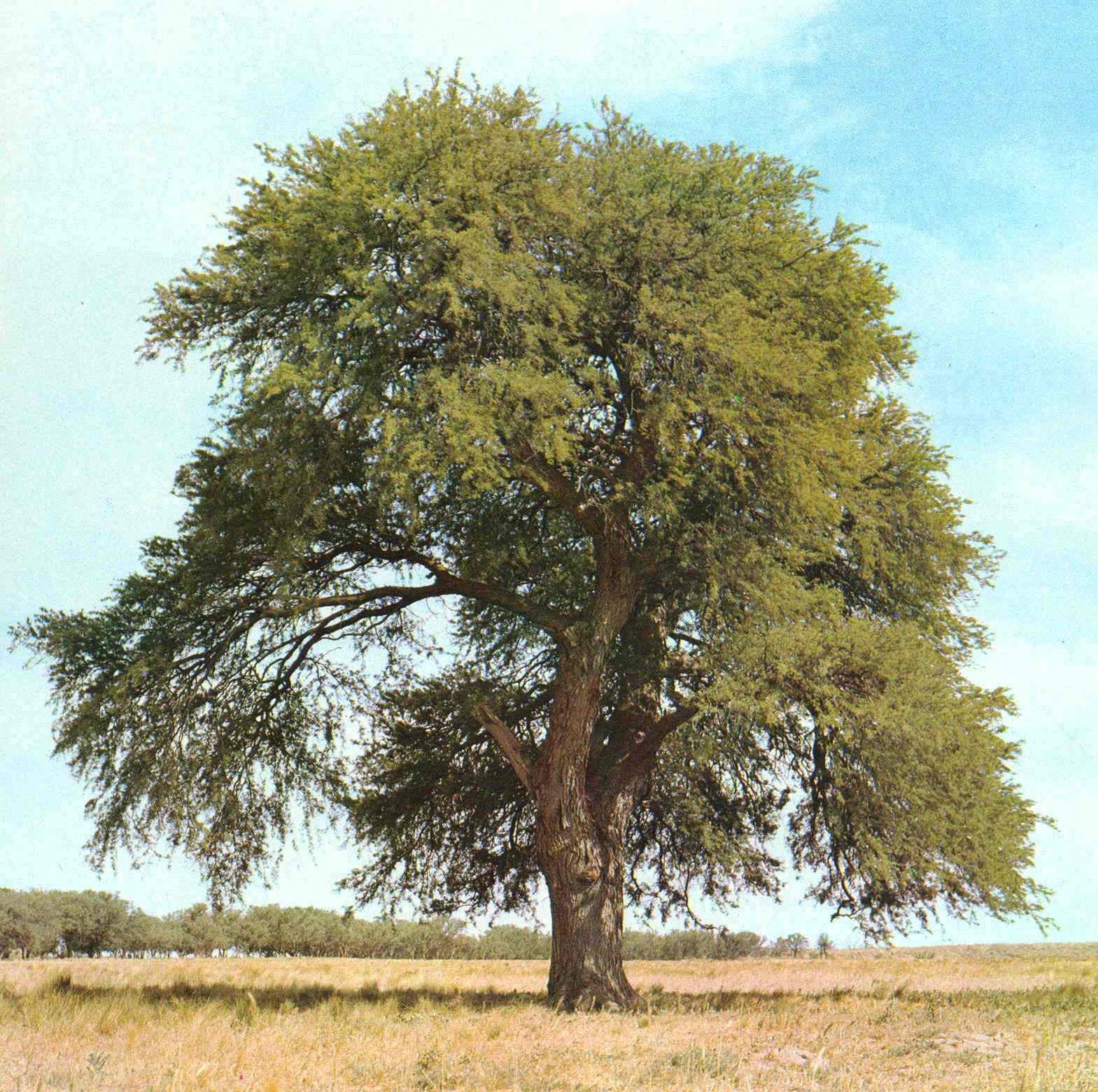
شجرة الغاف

الفصيلة: الفصيلة الأقنثية Acanthaceae
تنمو أشجار القرم في مناطق الطين الرمادي على طول ساحل قطر. على الرغم من نموها بالقرب من المياه المالحة، فإن هذه النبتة قد تأقلمت من خلال تخلصها من الملح الزائد من خلال أوراقها حيث باتت توفر مأوى للحياة البرية من أسماك وسلطعونات وطيور وغيرها من الكائنات البرية.
- كمأة صحراوية ، كمأ
الاسم العلمي: Terfeziaceae
الفصيلة: فنجانية Peziza
- الفتنة عنبر
الاسم العلمي: Vachellia farnesiana
الفصيلة: المستحية Mimosaceae

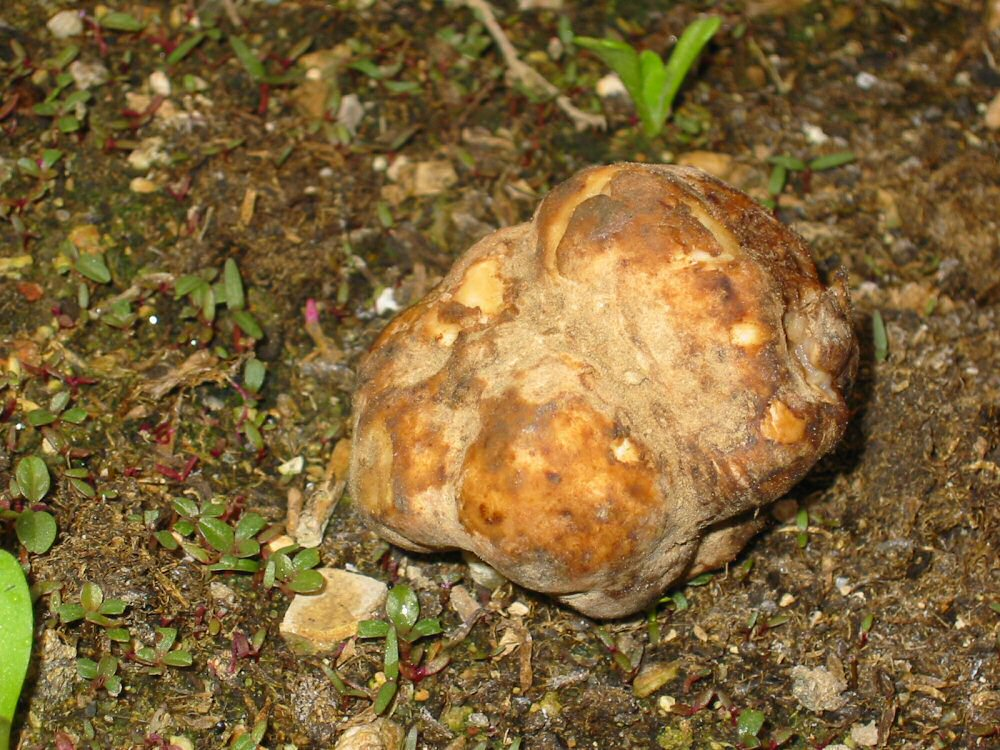
كمأة صحراوية

شجرة صغيرة شوكية يتراوح ارتفاعها بين 4-6 م، والجذور منتشرة، ومعدل النمو للشجرة متوسط، والأوراق معنقة متبادلة، مركبة ثنائية الريش تتكون كل ورقة من 1-7 أزواج من الوريقات، والأزهار تتوضع في نورة كروية ذات سويقة مميزة صفراء اللون، عطرة، القرون بنية داكنة إلى سوداء اللون قصيرة ومنتفخة، دائرية يصل طولها إلى 5.8 سم تقريبًا.
وكجزء من اهتمام دولة قطر بالتراث والثقافة تفضلت صاحبة السمو الشيخة موزة بنت ناصر المسند رئيس مجلس إدارة مؤسسة قطر للتربية والعلوم وتنمية المجتمع بتدشين "حديقة القرآن النباتية" بالتعاون مع منظمة الأمم المتحدة، وتضم الحديقة حوالى 51 نبتة ورد ذكرها في القرآن الكريم، لتشكل مرجعاً علمياً وبيئياً في المنطقة.